# Fédération de football de Gibraltar
La Fédération de football de Gibraltar (Gibraltar Football Association (en), GFA) est une association regroupant les clubs de football de Gibraltar et organisant les compétitions nationales et les matchs internationaux de la Sélection de Gibraltar.
La fédération nationale de Gibraltar (GFA – Gibraltar Football Association) a été formé à l’origine en tant que Gibraltar Civilian Football Association en 1895. Elle est l’une des plus anciennes fédérations de football dans le monde.
Elle est membre provisoire de l'Union des associations européennes de football (UEFA) depuis le 1er octobre 2012, à la suite d'une décision du Tribunal arbitral du sport tenue en août 2011. Son entrée en tant que membre à part entière était décidée en mai 2013. Les équipes nationales de futsal de Gibraltar des moins de 19 ans & moins de 17 ans ont participé aux compétitions de la saison 2013-14 de l’UEFA.
Le 24 mai 2013, Gibraltar devient la 54e nation membre de l'UEFA.
Le 13 mai 2016, Gibraltar est admis comme 211e membre de la FIFA.

## Histoire
La GFA a été formé pour regrouper les clubs de plus en plus nombreux à Gibraltar. La seule compétition de football à Gibraltar était la Coupe du marchand (The Merchant’s Cup).
En 1901, la GFA organisa une sélection de Gibraltar, en compétition contre les équipes militaires britannique en stationnement sur le rocher. Elle continua à jouer au fil des décennies, sa meilleure performance fut un match nul contre le Real Madrid en 1949.
En 1907, la GFA a établi une ligue de football pour compléter la compétition de coupe existante.

## Historique du logo

Logo jusqu'en 2020
Logo depuis 2020